# مسجد سول المركزي
مسجد سول المركزي (بالكورية:서울 중앙 성원) بُني في عام 1976م في حي ايتوان في مدينة سول الكورية وتقام فيه مُحاضرات باللغات العربية، الكورية والإنجليزية. ويأتي إلى صلاة يوم الجمعة ما يقارب 800 شخص غالبيتهم من العرب والأتراك والهنود ومن باكستان. مع أنه المسجد الوحيد في عاصمة كوريا الجنوبية سول إلا أنه أصبح محل جذب للكوريين وذلك للتعرف على الدين الإسلامي.

## تاريخه
قام المسلمون في كوريا عام 1969م قبل بناء مسجد سول بإستئجار قاعة صغيرة لأداء الصلوات فيها وخصوصًا صلاة الجمعة في ذلك الوقت كان عدد المسلمين في كوريا لا يتجاوز الثلاث آلاف شخص.بعد ذلك عرض الرئيس الكوري باك تشونغ هي -الذي ساهم مساهمة مشهودة في تطوير كوريا الحديثة- أرضًا في مكان مرتفع وبمساحة 1500 متر مربع بأن تكون مسجدًا للمسلمين لم تتردد السعودية ودول أخرى عربية وإسلامية باستغلال هذه الفرصة وإتمام بناء هذا المسجد بدأ العمل في إنشائه في أكتوبر عام 1974م وانتهى في مايو عام 1976م استغرق بناؤه سنةً وسبع أشهر.

## ما بعد الافتتاح
خلال عام واحد من افتتاح مسجد سيول المركزي، ارتفع عدد المسلمين في كوريا من أقل من ثلاثة آلاف إلى أكثر من خمسة عشر ألف. ارتفع هذا العدد مرة أخرى تصاعديًا إلى حوالي 150,000 مع تدفق أعداد كبيرة من العمال الأجانب من دول اسلامية مثل باكستان وبنغلاديش وإندونيسيا هذه الإحصاءات كانت في تسعينات القرن الفائت. اليوم تشير التقديرات إلى أن هناك مئة ألف مسلم على الأقل في كوريا الجنوبية -على الرغم من بعض التقديرات تشير إلى أن هناك ما لا يقل عن مائتي ألف-. يشكل الكوريون الذين أسلموا مابين 35 إلى 40 ألف من إجمالي المسلمين .

## صعوبات واجهها المسجد
لم يواجه الإسلام والمسلمون أي مصاعب في كوريا حيث أن الكوريين لا يعانون من الإسلاموفوبيا كالغرب وعلى العكس فهم ودودون ومقاربون للعرب والمسلمين في الكثير من العادات إلا أنه في عام 2007م حصل ما كدر هذه العلاقة حيث كانت حادثة خطف كوريين جنوبيين في أفغانستان واستغلت هذه الحادثة من قبل مسيحيي كوريا فاعتصموا أمام المسجد وهددوا بتفجيره فتواجد عدد كبير من عناصر الشرطة لحماية المصلين والمسجد من أي أذى ومرت العاصفة بسلام بعد إطلاق سراح المختطفين.